# Tod (Judentum)
Für den Tod gibt es in der jüdischen Tradition verschiedene Bezeichnungen: hebräisch מָוֶת Mawet oder hebräisch מיתה Mita.

## Mita binschika
Mita binschika (hebräisch מיתה בנשיקה wörtlich: „Tod durch Kuss“, Kuss Gottes, Todeskuss) ist die talmudische Bezeichnung für ein sanftes, friedliches, schmerzfreies Sterben. Mit mita binschika starben: Abraham, Isaak und Jakob, sowie Moses, Aaron und Mirjam.

## Mita meschuna

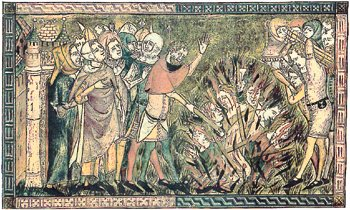
Eine zeitgenössische Zeichnung der 2000 Juden von Straßburg, die am 14. Februar 1349 im Massaker von Straßburg während der Verfolgungen des Schwarzen Todes in einer Grube verbrannt wurden. Den Juden wurde vorgeworfen, durch Vergiftung der Brunnen den Schwarzen Tod verursacht zu haben. Babys, die zur Rettung hinausgeworfen wurden, wurden zurück ins Feuer geworfen. Das Denkmal für dieses Massaker, das zu Beginn des 20. Jahrhunderts errichtet wurde, wurde von den Nazis entfernt.

Mita meschuna (hebräisch מיתה משנה „veränderter Tod“) ist die Bezeichnung für einen Tod durch „Abnützung“ eines Organismus – durch Altersschwäche. Er ist eine der „903 Todesarten“ hebräisch תשע מאות ושלשה מיני מיתה נבראו ‘es gibt 903 Todesarten’ (Berchot 8a).
Darunter versteht man auch gewaltsame  Todesarten. Als Mita meschuna wird der Tod all derjenigen bezeichnet, die ermordet, verbrannt, abgeschlachtet, lebendig begraben, erhängt, versenkt, verschleppt, vergewaltigt, durch Folter zu Tode gequält wurden und deshalb eines schweren Todes gestorben sind.

## Mita chatufa
Mit Mita chatufa (hebräisch מיתה חטופה) wird der ‚plötzliche, unerwartete Tod‘ bezeichnet.

## Mot kadosch
Mot kadosch (מות קדוש) bezeichnet den Märtyrertod. Die Bezeichnung wird hier vom Begriff קדוש kadosch (heilig) abgeleitet. Die Person ist (hebräisch על קדוש השם al kadosch ha-Schem, wörtlich: „zur Heiligung Gottes“) getötet worden, was Märtyrertod bedeutet.

## 903 Todesarten
Die Gematrie ist die hermeneutische Technik der Interpretation von Worten mit Hilfe von Zahlen. Dabei werden Buchstaben  nach unterschiedlichen Schlüsseln in ihre entsprechenden Zahlenwerte überführt, um aus diesen Zahlenwerten Bedeutungen zu erschließen. Diese Methode wurde häufig verwendet, um Wörter der Bibel für aggadische oder homiletische Zwecke zu interpretieren. So wird beispielsweise in der Gemara (Berchot 8a) die Aussage, dass es 903 Todesursachen gibt, aus dem Wort תוצאות totsaot, „Wege“ (des Todes) im Psalm 68,21  abgeleitet, weil die Gematrie, das heißt der numerische Wert dieses Wortes „903“ ist.

## Zeitregeln
Der Tod nach fünf Tagen Krankheit gilt als „normal“, derjenige nach vier Tagen Krankheit sei ein Verweis des Himmels; nach drei Tagen sei es eine schwere Zurechtweisung; nach zwei Tagen ein beschleunigter Tod und nach einem Tag ein plötzlicher oder – nach einigen Gelehrten – ein apoplektischer (M. K. 28a). Vor Erreichen des 50. Lebensjahres zu sterben bedeute „abgeschnitten zu werden“, (Lev. XVIII, 29). Das Alter von 60 Jahren gilt als ein reifes Alter, das von 70 Jahren ist ein hohes Alter und das von 80 Jahren gilt als fortgeschrittenes Alter (M. K. 28a). Als Glückwunsch zum Geburtstag ist der Spruch üblich: „Bis 120“, womit dem Geburtstagskind ein langes Leben bis zum biblischen Alter gewünscht wird.

## Religiöser Hintergrund
In der Bibel, im Buch Genesis (1. Buch Mose), wird die Sünde des Essens vom Baum der Erkenntnis als eine Handlung beschrieben, die der Menschheit den Tod brachte.  Infolgedessen wurden Adam und Eva aus dem Garten Eden vertrieben. Gott sagte zu Adam: „Denn du bist Staub - und zu Staub wirst du zurückkehren“, und es gibt kein Entrinnen davon.

## Ableben in der Klinik
Es gilt, zu jedem Zeitpunkt im Leben, auch in der letzten Phase, ein Höchstmaß an Lebensqualität zu sichern. Dennoch wird in der Medizin vieles getan, was mit Leben und Lebensqualität nichts zu tun hat – gerade in der letzten Phase. Wenn diese unnötigen Eingriffe unterbleiben, liegt kein Herbeiführen des Todes vor. Die Praxis zeigt oft, dass sogenannte lebensverlängernde Maßnahmen nicht dem Leben dienen: Der Todeszeitpunkt wird lediglich hinausgezögert, der Sterbende leidet unnötig, seine Würde damit auch. Dem Sterbenden wird eine besondere Hochachtung entgegengebracht. Er darf nicht berührt werden. Nichts darf sein Sterben verzögern, aber auch nichts beschleunigen.
Der weitere Ablauf während des Sterbevorgangs oder auch nach dem Tod eines Patienten wird von der Chewra Kadischa festgelegt, der ehrenamtlichen  Beerdigungsgesellschaft, die sich der rituellen Bestattung Verstorbener widmet. In den meisten Gemeinden ist diese telefonisch rund um die Uhr erreichbar.
Pflegende sollen Katheter, Infusionen etc. entfernen, die Augen schließen, Hände und Füße strecken und den Kiefer hochbinden. Der Verstorbene (auch das Gesicht) muss mit einem Leintuch zugedeckt wenden (um ihn nicht durch Anschauen zu beschämen). Beim Kopf soll eine (Nachttisch-)Lampe brennen, es sollen keine Blumen, Kreuzzeichen etc. vorhanden sein. Der Verstorbene soll nicht allein gelassen werden. Falls an den Verbänden, Leintüchern, Nachthemd etc. Blut vorhanden ist, sollen sie der Chewra Kadischa mitgegeben werden, damit sie ebenfalls bestattet werden.
Eine Obduktion wird grundsätzlich abgelehnt. Nur bei gesetzlichen Vorgaben (vor allem bei Drittverschulden) ist diese gestattet.
Die Beerdigung findet in der Regel am Folgetag (außer am Schabbat und an jüdischen Festtagen) statt. Ausnahmen (bis zu drei Tagen) sind möglich, beispielsweise, wenn nahe Angehörige aus dem Ausland anreisen müssen.

## Ableben zu Hause
Liegt ein Jude zu Hause im Sterben, versammeln sich um ihn die Juden, die ihm nahestehen, um mit ihm zusammen das Sündenbekenntnis und Psalmenverse (z. B. 121;130;91) zu beten. Ist der Tod eingetreten, beginnt die Totenwache mit einer Kerze, die neben seinem Haupt angezündet wird.

## Brauchtum

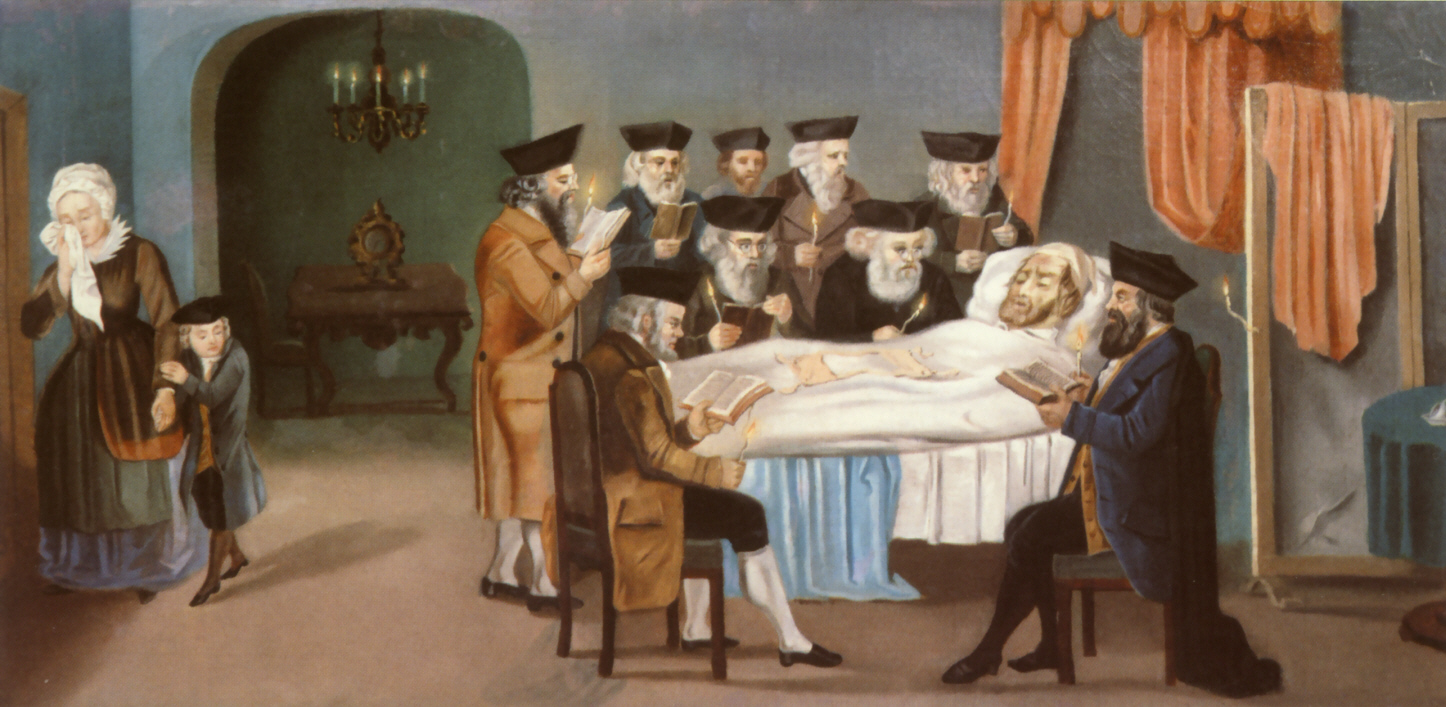
Die Chewra Kadischa am Lager des Sterbenden (1772), Jüdisches Museum, Prag

Es ist üblich, dass die Mitglieder der Begräbnisbruderschaft Chewra Kadischa (aramäisch חֶבְרָא קַדִישָא) den Körper des Verstorbenen in einem als טָהֳרָה Tahara („Reinigung“) bezeichneten Prozess waschen, ihn in Leichentücher wickeln und ihn in einer Zeremonie beerdigen (hebräisch קְבוּרָה Kevura –  Begräbnis), die besondere Gebete und Traueräußerungen für die Verwandten des Verstorbenen wie das Zerreißen von Kleidung und das Ausziehen von Schuhen umfasst. Auf dem Grabstein (hebräisch מַצֵּבָה Mazewa), der nach einem Jahr auf dem Grab eines Juden errichtet wird, ist es üblich, den Namen des Verstorbenen, eine Reihe von Details über ihn, das Datum seines Todes sowie die Initialen פ"נ (Im Bündel des Lebens) zu schreiben.

## Memorbuch
Memorbuch (jiddisch מאמרבוך) ist die Bezeichnung des Totengedenkbuches, das in der Synagoge bei der Erinnerung an die Toten (הזכרת נשמות Haskarat Neschamot) vollständig oder teilweise gelesen wird. Es gibt verschiedene Namen für dieses Buch: ספר הזכרת נשמות Sefer Haskarat Neschamot, אלמעמיר פנחס Almemar Pinchas, ספר מזכיר נשמות Sefer Maskir Neschamot, פנחס של הזכרת נשמות Pinchas Schel Haskarot Neschamot.

## Totengebet
Das Totengebet (hebräisch אַב הָרַחֲמִים Aw HaRachamim, Vater des Erbarmens) findet zwei Mal im Jahr statt, vor dem Einheben der Tora am Schabbat vor Sukkot und am Schabbat vor dem 9. Aw (Tischa beAv – dem Trauertag der Tempelzerstörung). Das Gedenkgebet „Jiskor“, das gewöhnlich viermal pro Jahr – an Jom Kippur, Schmini Azeret (achter Tag Sukkot), am letzten Tage von Pessach und dem zweiten Tag von Schawuot – zum Gedenken der verschiedenen Seele des Vaters und/oder der Mutter in der Synagoge gesprochen wird, schließt mit Aw HaRachamim ab, das für alle jüdischen Märtyrer gebetet wird.
Das Kaddisch wird zum Totengedenken und am Grabe (יִתְכַּלֶּה jitkale harba) gesprochen. Im Anschluss an einen Todesfall in der engeren Familie wird es vom (nächsten männlichen) Angehörigen elf Monate lang täglich gesprochen. Am Jahrestag eines Todesfalles wird es noch einmal gesprochen. Eine Besonderheit des Kaddisch ist, dass es nur gesprochen werden darf, wenn ein Minjan (d. h. zehn erwachsene Juden) anwesend ist.